# 1251
1251 (MCCLVI) a fost un an obișnuit al calendarului iulian.

## Evenimente
- 17 iulie: Papa Inocențiu al IV-lea proclamă Lituania ca "domeniu al Sfântului Petru".
- 26 decembrie: Regele Alexandru al III-lea al Scoției se căsătorește cu fiica regelui Henric al III-lea al Angliei.

### Nedatate
- aprilie: "Cruciada păstorilor", declanșată ca urmare a evenimentelor din Egipt din timpul Cruciadei a șaptea, cu scopul declarat de a-l elibera pe regele Ludovic al IX-lea al Franței.
- octombrie: Regele Conrad al IV-lea al Germaniei invadează Italia, însă eșuează în tentativa de a-i supune pe susținătorii papei Inocențiu al IV-lea.
- Alexandru Nevski semnează primul tratat de pace dintre Rusia și Norvegia.
- Începe cucerirea Persiei de către Hulagu-han.
- Mindaugas se botează, anterior preluării coroanei Lituaniei.
- Orașul Berlin obține charta cetățenească.
- Ottokar al II-lea al Boemiei, viitor rege al Boemiei, devine duce de Austria.

## Arte, științe, literatură și filozofie
- Roger Bacon se stabilește la Oxford.
- Se construiesc numeroase medrese (școli) în Konya, Anatolia.
- Se construiește nava Paradisus Magnus, capabilă să transporte 200 de pasageri și până la 250 de tone de mărfuri de la Genova la Tunis.

## Nașteri
- Pietro Gradenigo, viitor doge al Veneției (d. 1311)
- Henric al IV-lea de Brabant (d. 1272)

## Decese
- Matei II, duce de Lorena (n. 1193)
- Petru I, duce de Bretania (n. 1190)

## Înscăunări
- Kublai-han, guvernator al Henanului, în China.
- Munke-han, han al mongolilor; frate cu Hulagu-han și cu Kublai-han.